# Марчел Олінеску
Марсел Олінеску (румунська вимова: [marˈt͡ʃel oliˈnesku]; 17 вересня 1896 — 15 лютого 1992) — румунський гравер.

## Життєпис
Народився в Дорохой, його батько Теофіл був учителем німецької мови, який походив з Глибокої (Adâncata) на Буковині, що перебувала під владою Австрії. Його мати Терезія (уроджена Кернбах) походила з родини німецьких лікарів. Він відвідував початкову школу в рідному місті, а потім гімназію в Помарлі з 1907 по 1911 рік. Між 1919 і 1921 роками він відвідував Академію образотворчого мистецтва в Яссах, а потім Національну школу образотворчого мистецтва в Бухаресті з 1921 по 1923 рік. одним із його професорів був Дімітріє Пачуреа. Після закінчення університету він знайшов посаду вчителя каліграфії та малювання в Бреді, в районі Сара-Моцілор у Трансільванії. Провівши там три роки, Олінеску захопився місцевим способом життя, створивши десять гравюр, присвячених місцевій золотодобувній промисловості. Він також малював портрети лідерів Трансільванської революції 1848 року за попередніми картинами Барбу Ісковеску. У 1925 році разом з Думітру Гіаце він організував виставку своїх робіт Цари Моцілора в румунському Атенеумі, а також видав альбом.
У 1926 році Олінеску поїхав до Ботошані, щоб викладати у середній школі імені А. Т. Лауріана. Наступного року він оселився в Араді, де викладав малювання в комерційній школі для хлопчиків. З 1933 по 1937 рік він редагував місцеву газету Știrea, а в 1931 році став співзасновником мистецького товариства в Араді. Разом з іншими членами, серед яких був Георге Цюханду, він редагував літературний і культурний журнал Hotarul на 24 сторінках, який вперше вийшов у 1933 році. Починаючи з жовтня 1934 року, він також редагував Duh, журнал, присвячений мистецтву, літературній критиці та філософії. Він працював у групах соціологічних досліджень Дімітріє Густі.
Ліплячи в імпровізованій майстерні на подвір'ї своєї школи, він виконав бюсти місцевого педагога Петре Піпоша та газетяра зі Штирії. Він також створив бюст революціонера Крішана 1784 року за сучасною картиною маслом; це було розміщено у Ваці, рідному селі революціонера. Перебуваючи в Араді, він опублікував збірку віршів. Він покинув місто в 1937 році, викладаючи в Бухаресті між тим роком і 1958 роком. Олінеску брав участь у виставках малюнків із товариством Grupul Grafic у 1940, 1943 та 1946 роках. Його найповніша виставка відбулася в 1977 році в Румунському Атенеумі; це містило велику кількість гравюр. Книги, які він проілюстрував, включають Din țara moților (1925), Botoșanii care se duc (1927), Miorița (1940), Mitologia românească (1944), Târgoviște de ieri și de azi (1976) та Peisaje (1983). Сьогодні 52 роботи Олінеску зберігаються в Музеї дакійської та римської цивілізації в Деві. Більшість — ксилографії; решта, ліногравюри.